# Kaiserturm (Quedlinburg)

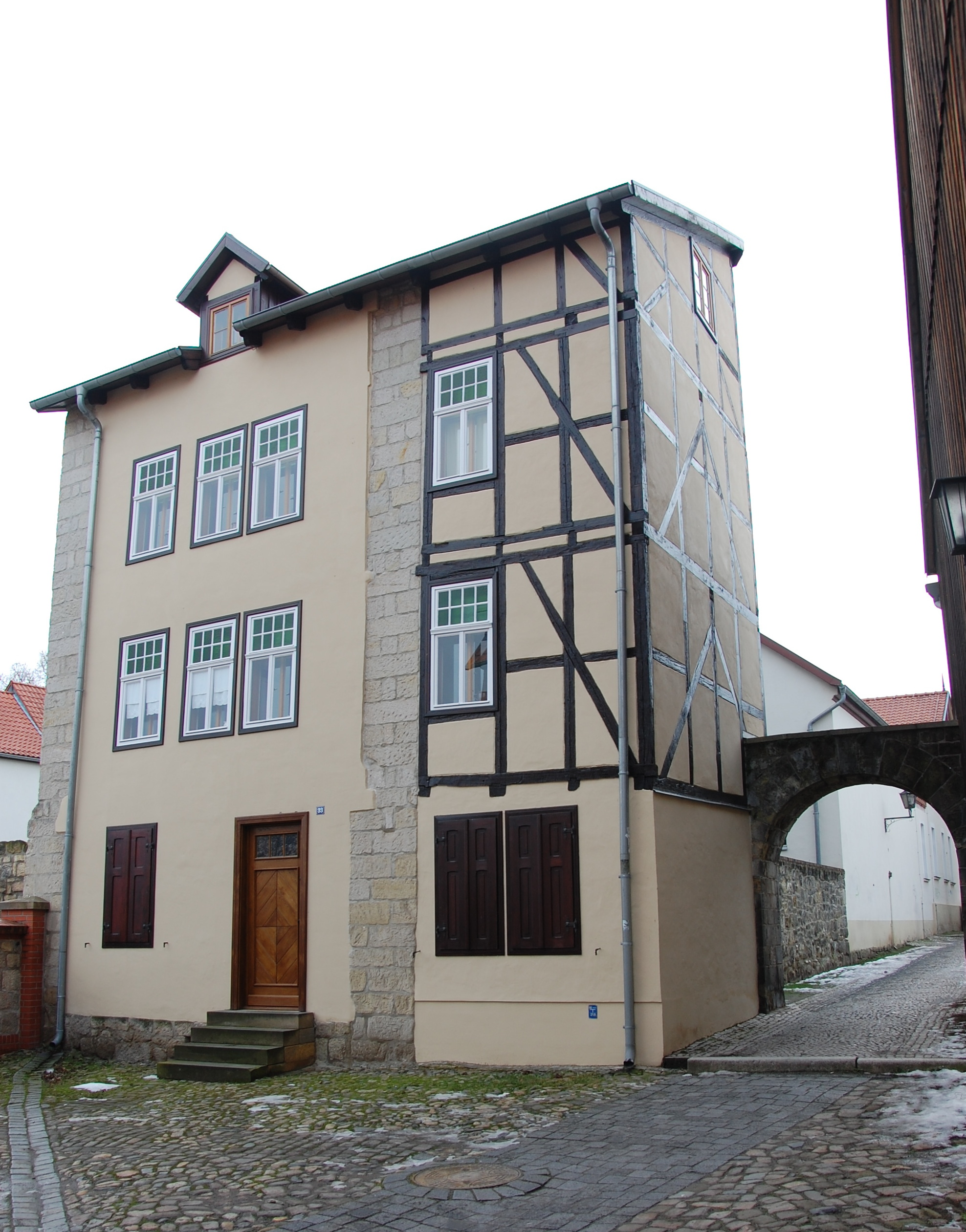
Kaiserturm, Blick von Norden

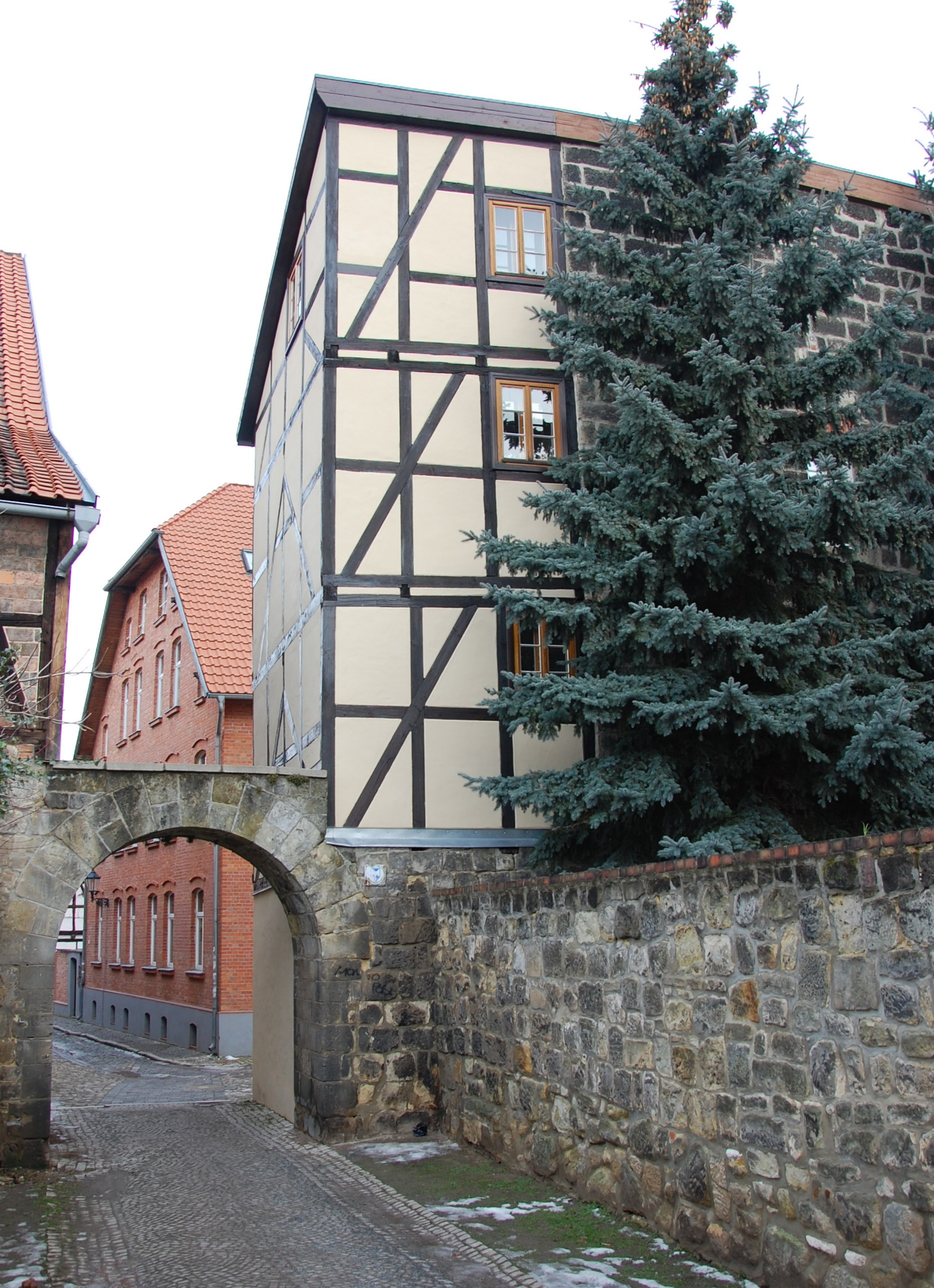
Blick von Süden in Richtung Stadt

Der Kaiserturm ist ein mittelalterlicher Wehrturm der denkmalgeschützten Stadtbefestigung der Stadt Quedlinburg in Sachsen-Anhalt. Bis Ende des 16. Jahrhunderts hatte der Turm die Funktion eines Stadttores an der südöstlichen Seite der Quedlinburger Neustadt.

## Lage
Der Turm befindet sich im südlichen Teil der alten Stadtbefestigung der historischen Quedlinburger Neustadt, an einer Verbindungsgasse zwischen Kaiserstraße und Bahnhofstraße, an der Adresse Kaiserstraße 33.

## Geschichte und Architektur
Der Kaiserturm war ursprünglich ein Stadttor an der südöstlichen Seite der Neustadt, etwas südlich des ehemaligen Pölkentores. Ende des 16. Jahrhunderts wurde die Durchfahrt zugemauert. Seither war er einer der größten Türme der Quedlinburger Stadtbefestigung. Seinen Namen hat das Tor wohl von Andres Keiser, der dort 1567 gewohnt hat.  Im Jahr 1828 erwarb der Kaufmann Georg Hanewald den Turm und baute ihn zu Wohnungen um.
Bei Arbeiten zur Beseitigung eines Wasserschadens wurde im Jahr 2003 im Erdgeschoss des Turms eine zugemauerte Tordurchfahrt festgestellt. Der Befund belegt, dass der Turm in der Vergangenheit auch als Stadttor diente.
Noch heute (Stand 2014) wird der Turm als Wohngebäude genutzt.